# Vieux Lyon
El Vieux Lyon (Viejo Lyon en español) es el barrio medieval y renacentista de Lyon. Se encuentra en la ribera del Saona, a los pies de la colina Fourvière. Éste es uno de los barrios más extensos del período medieval y renacentista (junto con Venecia), que sigue intacto hoy en día.

## El Vieux Lyon, tres barrios

### Saint-Georges al sur
El barrio de Saint-Georges (San Jorge en español) constituía el extremo sur de Lyon y se comunicaba con el exterior a través de la puerta de San Jorge, ahora destruida. Este distrito era en su origen el los tejedores, antes de se desplazaran a La Croix-Rousse, donde tenía mejor cabida los nuevos telares de Jacquard que requerían techos de al menos cuatro metros.
Sitios destacados
- Plaza Benoît-Crépu (anteriormente Port du Sablet)
- Iglesia de San Jorge

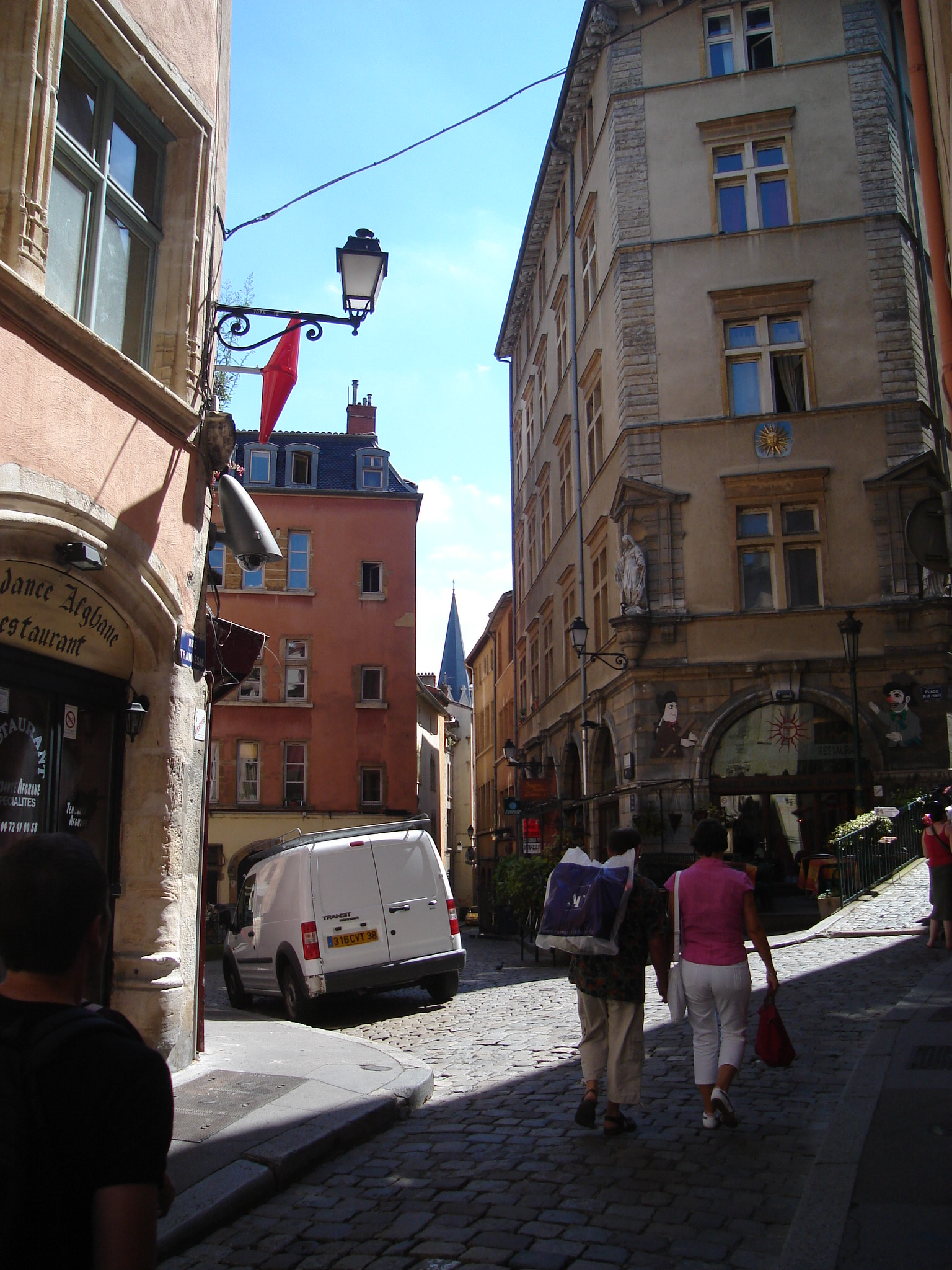
Barrio de Saint-Georges con su iglesia al fondo
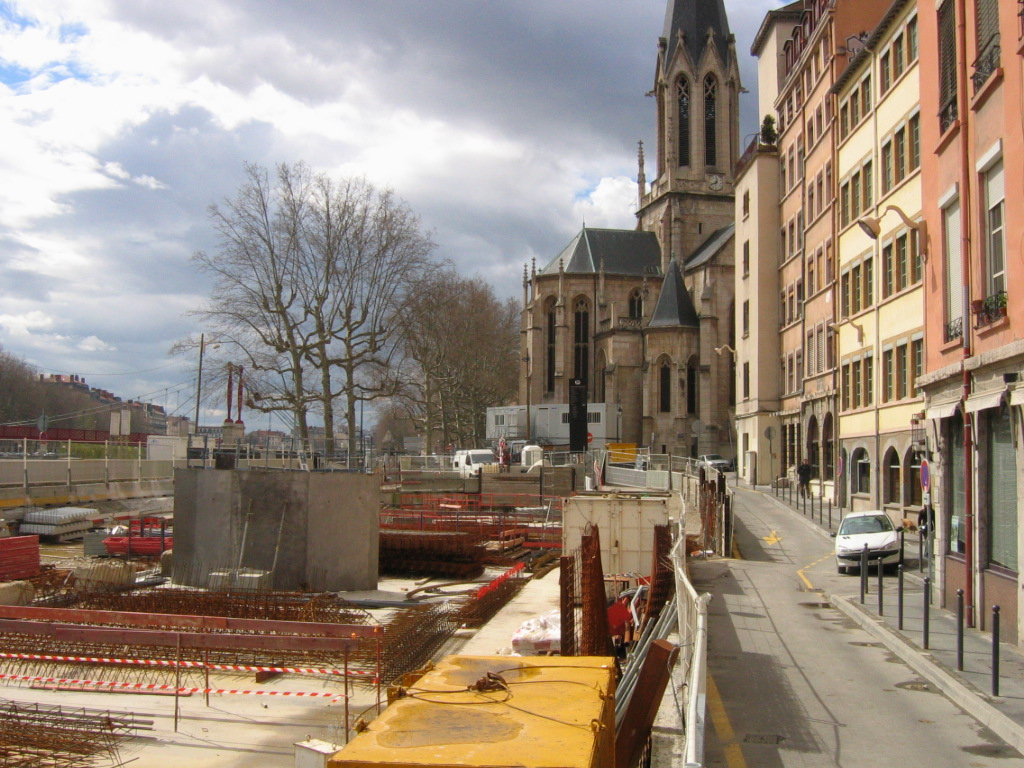
Plaza Benoît Crépu en obras.
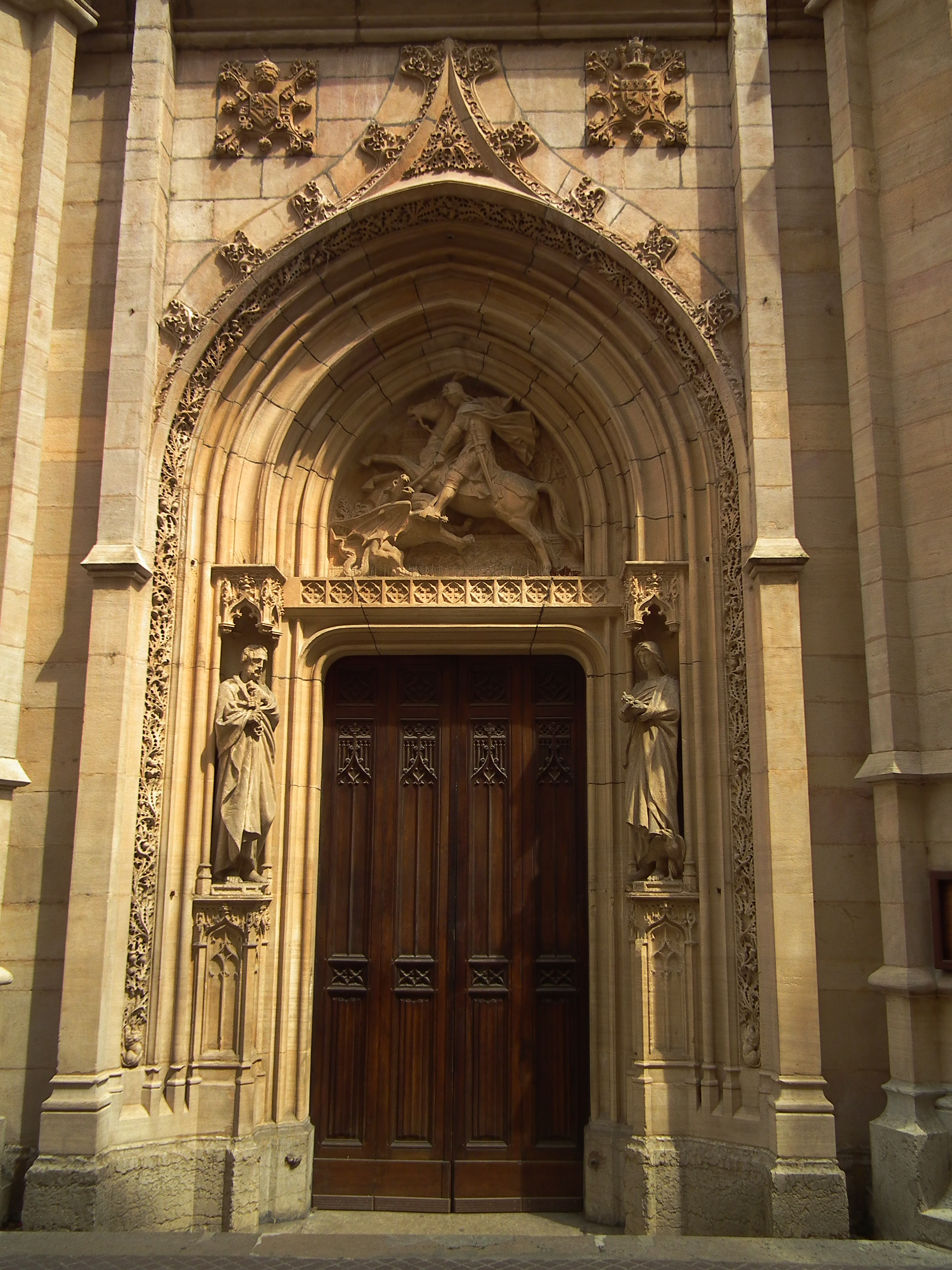
Portada de la iglesia.
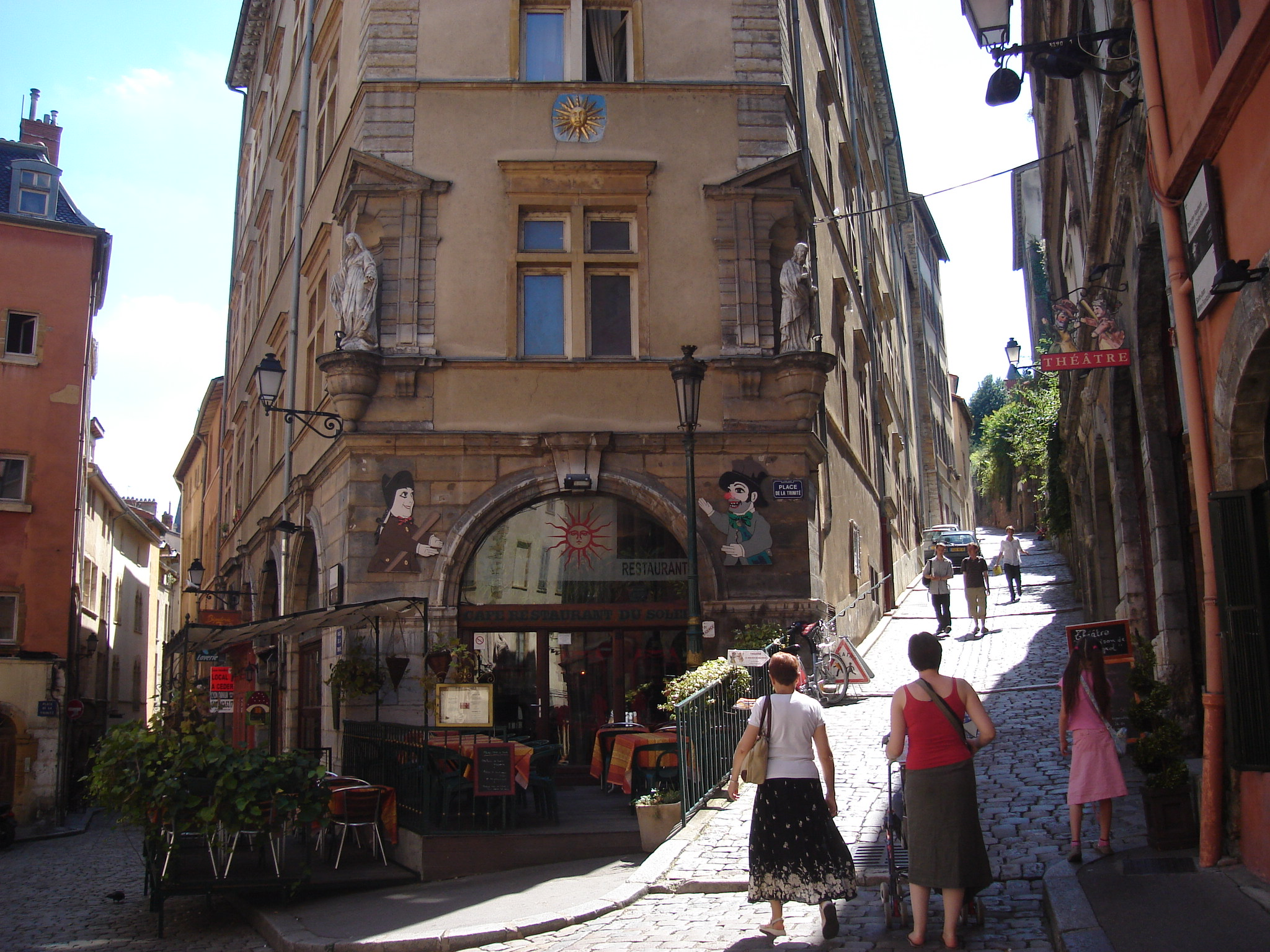
La plaza de la Trinidad.
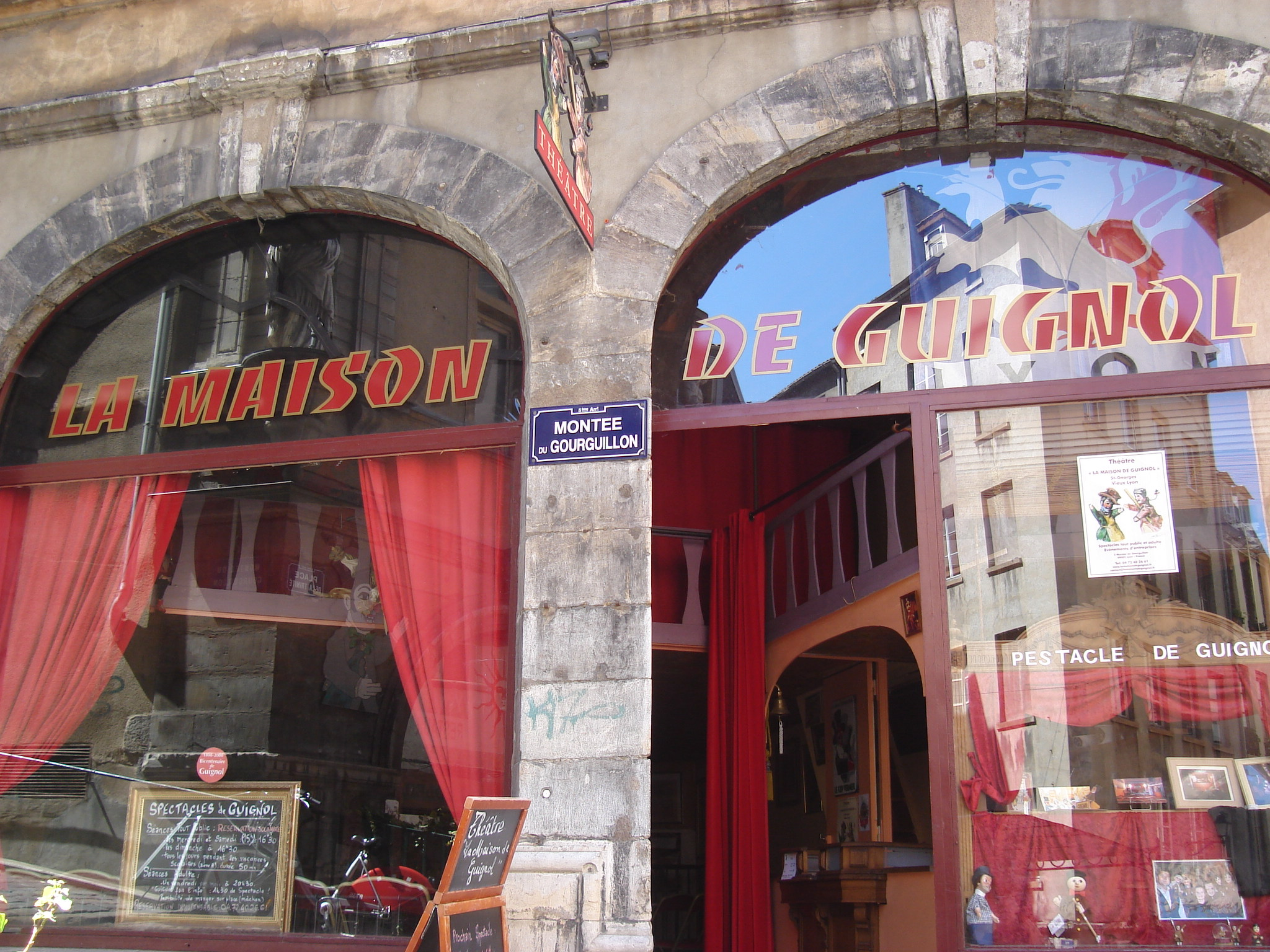
La casa del guiñol en la plaza homónima.

### Saint-Jean en el centro
El barrio de Saint-Jean (San Juan en español) es el más famoso, en el que se sitúa la Catedral de San Juan. También es la zona más turística de Vieux Lyon. Su calle principal es la rue Saint-Jean, que continúa hacia barrio de Saint-Paul. Tiene muchos lugares de interés arquitectónico, en especial los traboules. Contiene hermosos patios, a menudo escondidos y que mantienen sus características medievales. Está peatonalizado, por lo que ofrece un agradable paseo.

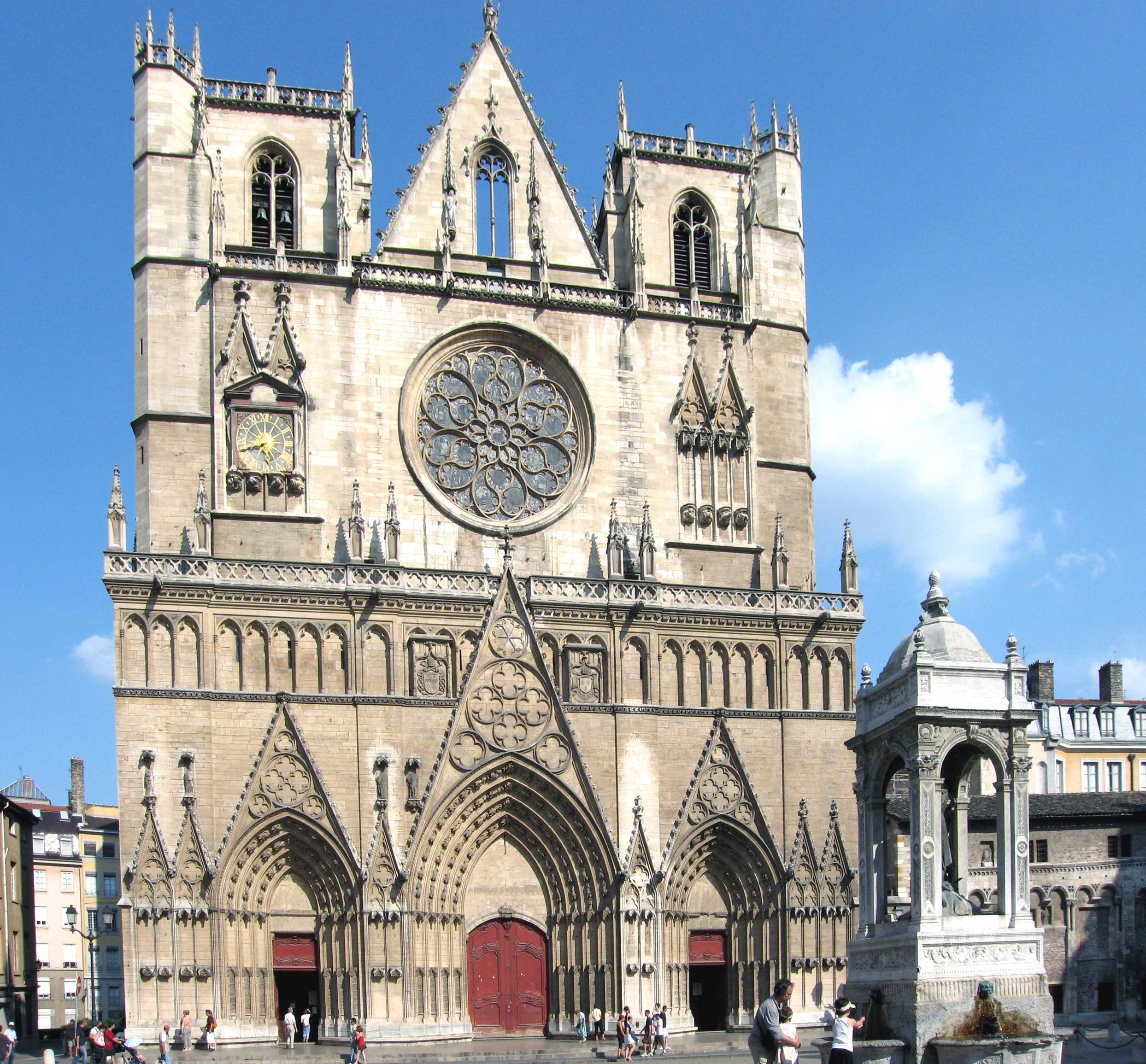
Catedral de San Juan.
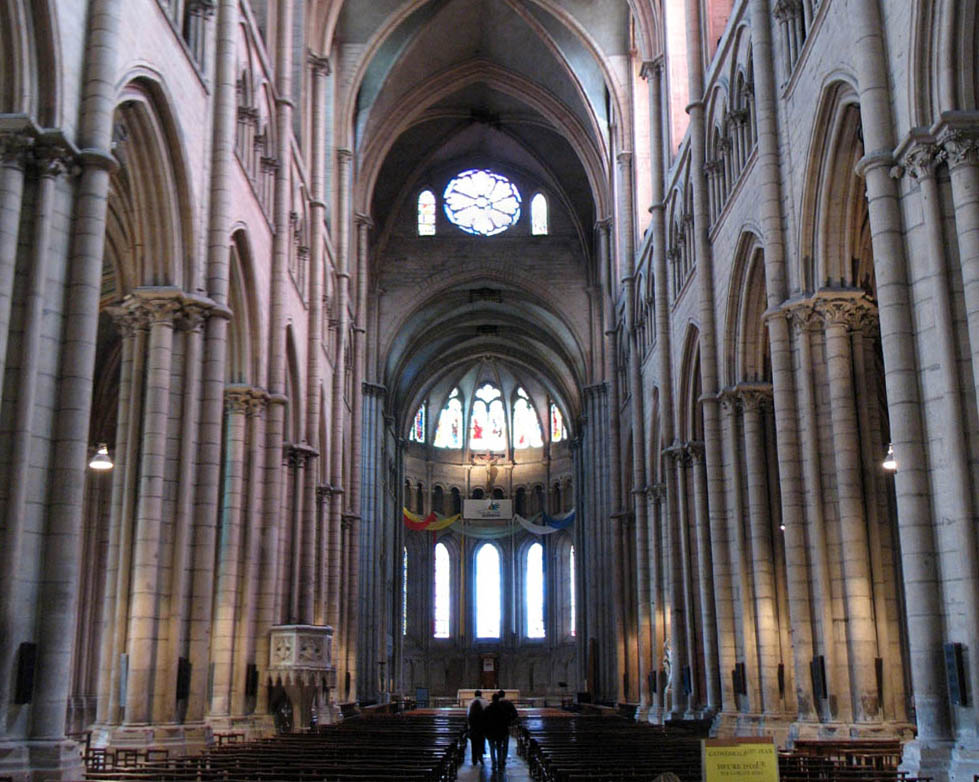
Interior de la catedral.
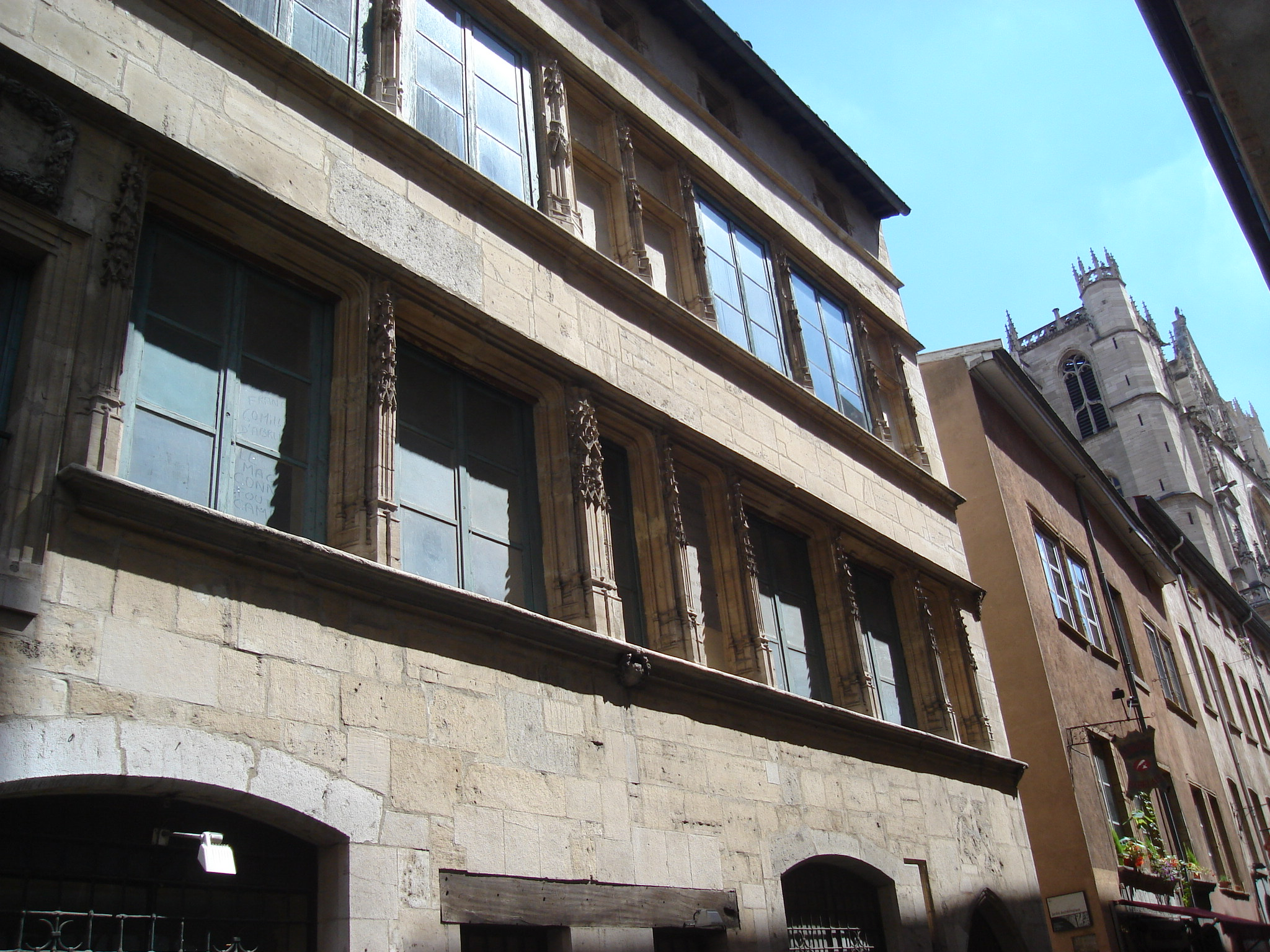
Maison du Chamarier.
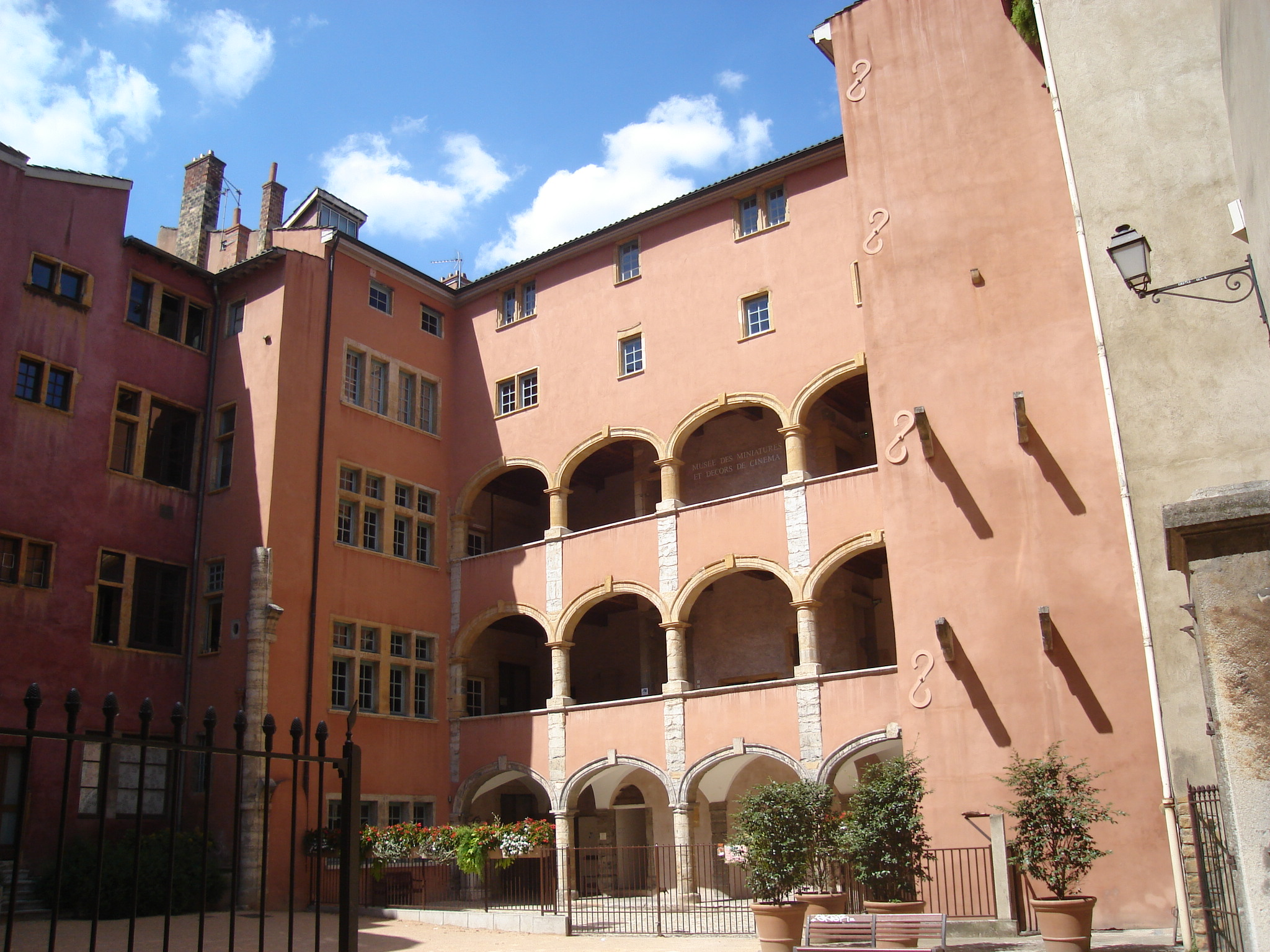
Casa de los abogados.
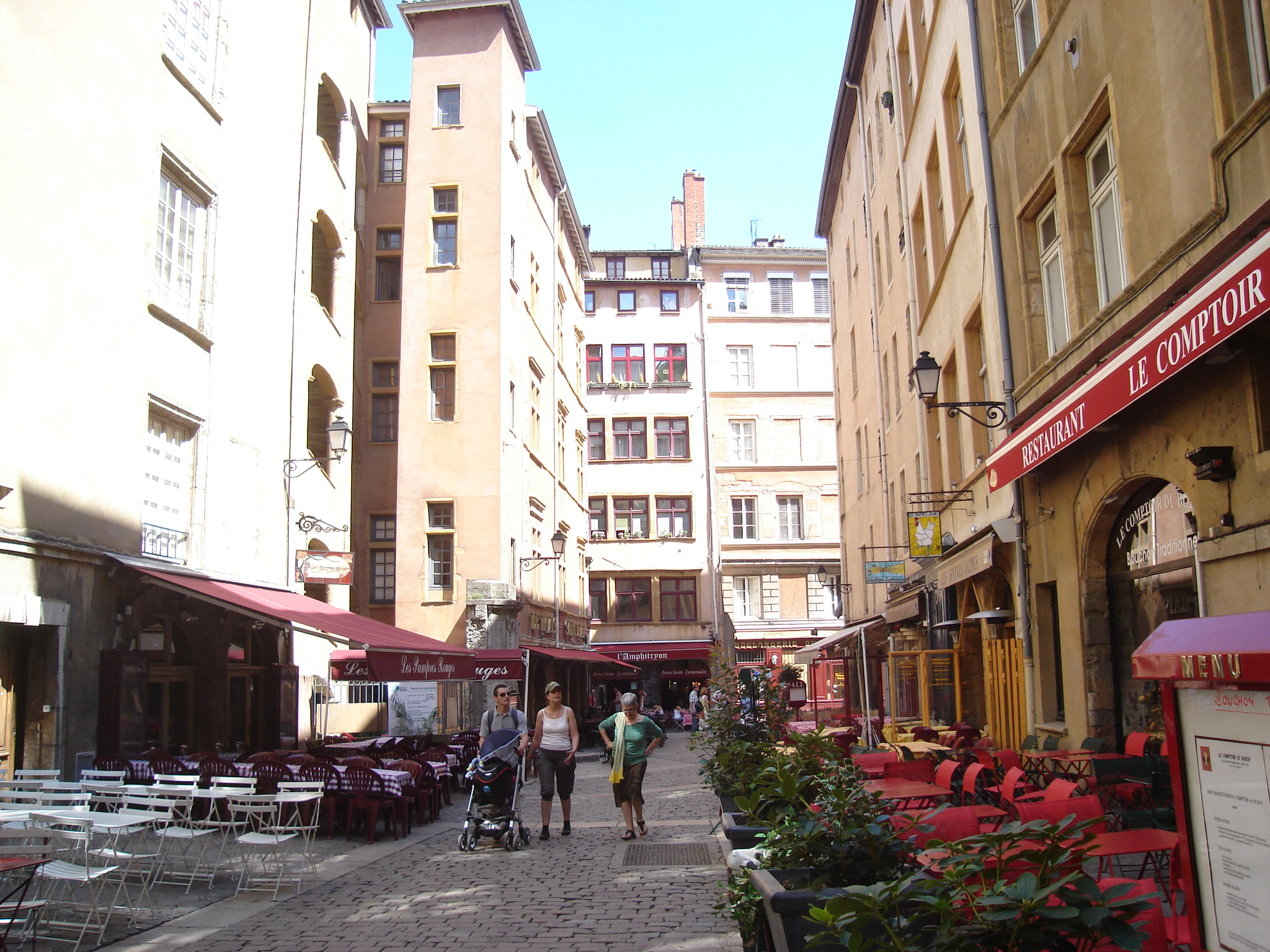
Plaza nueva de San Juan.
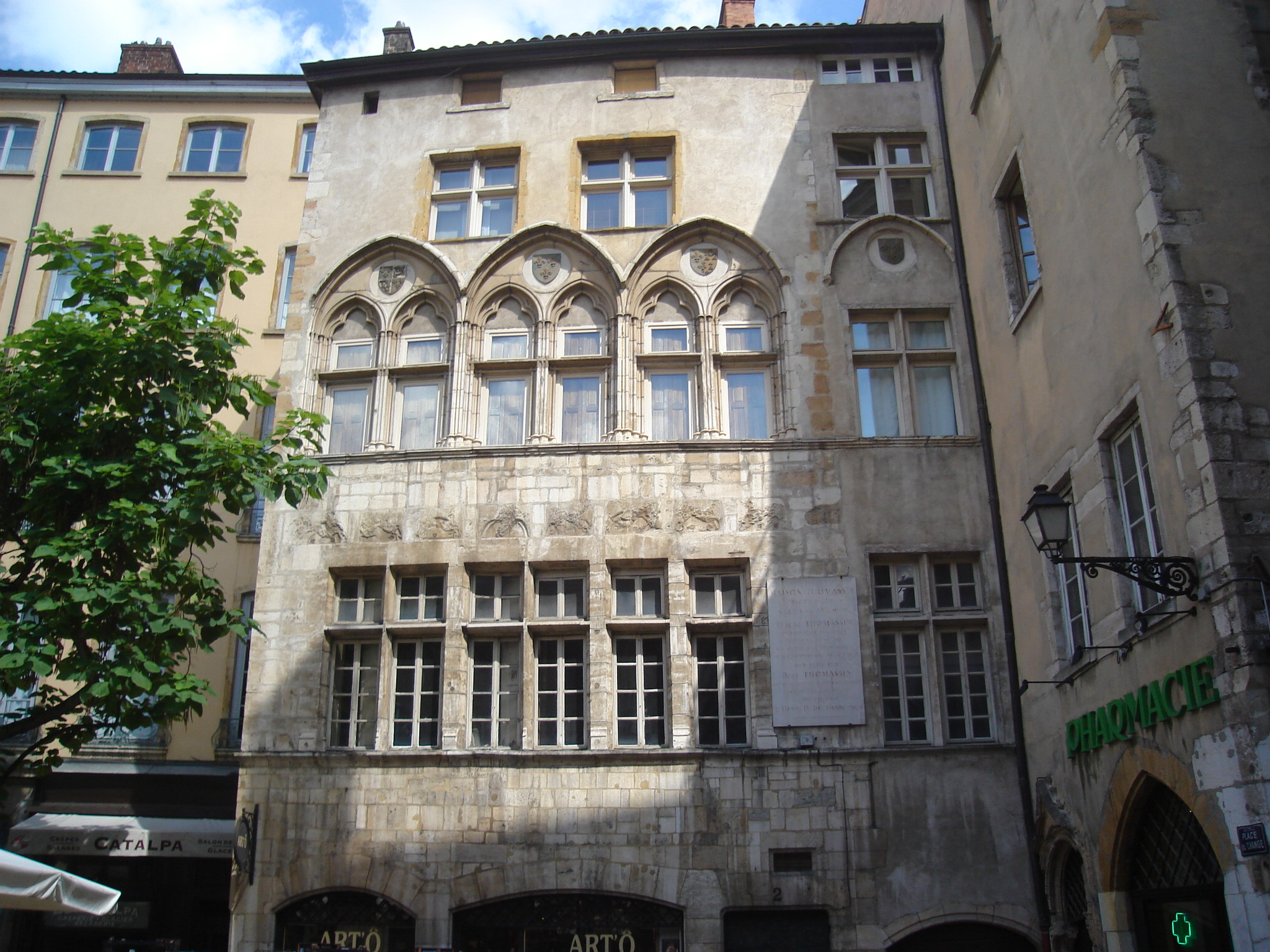
Fachada del Vieux Lyon.
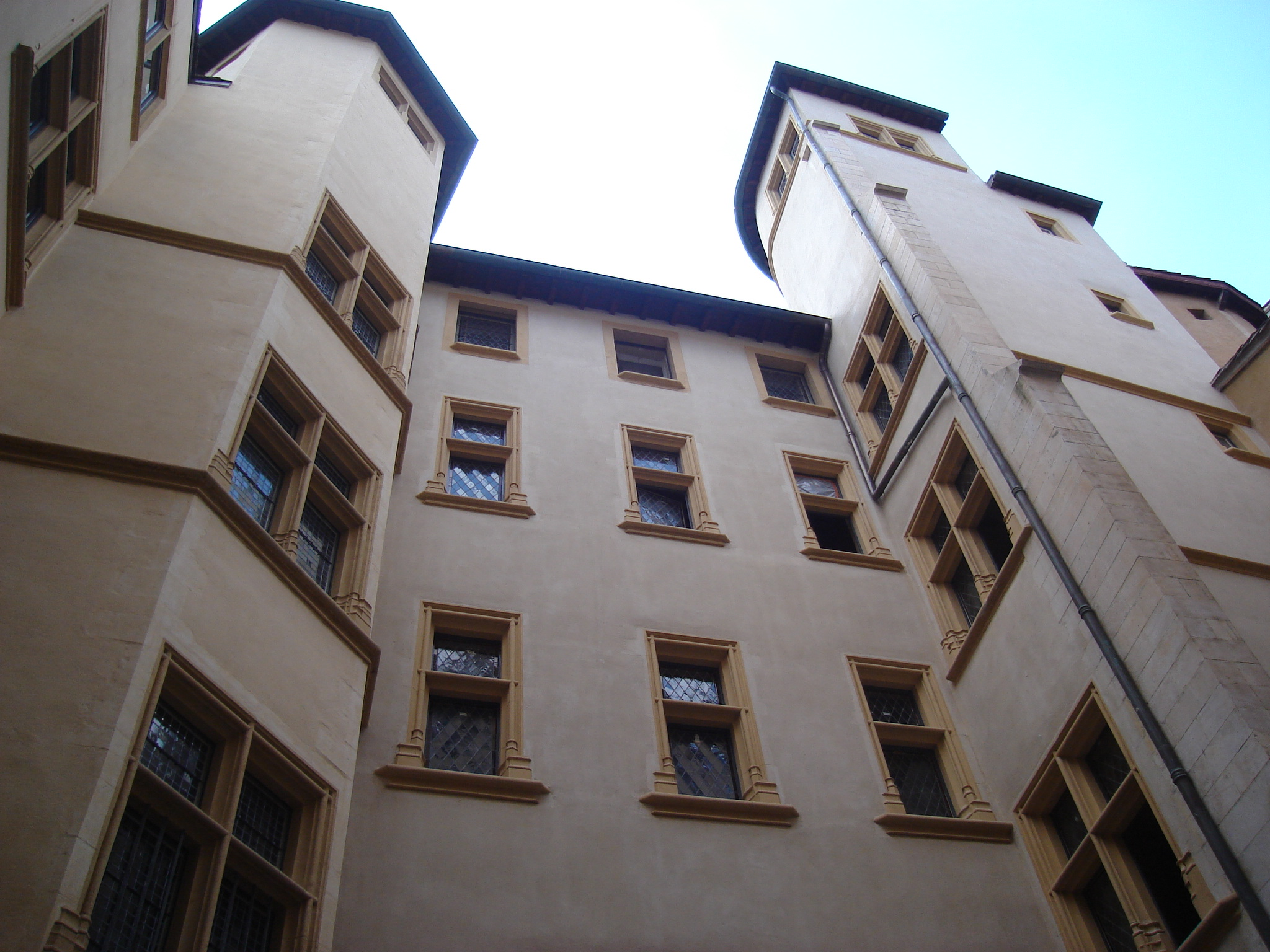
Los Museos Gadagne.
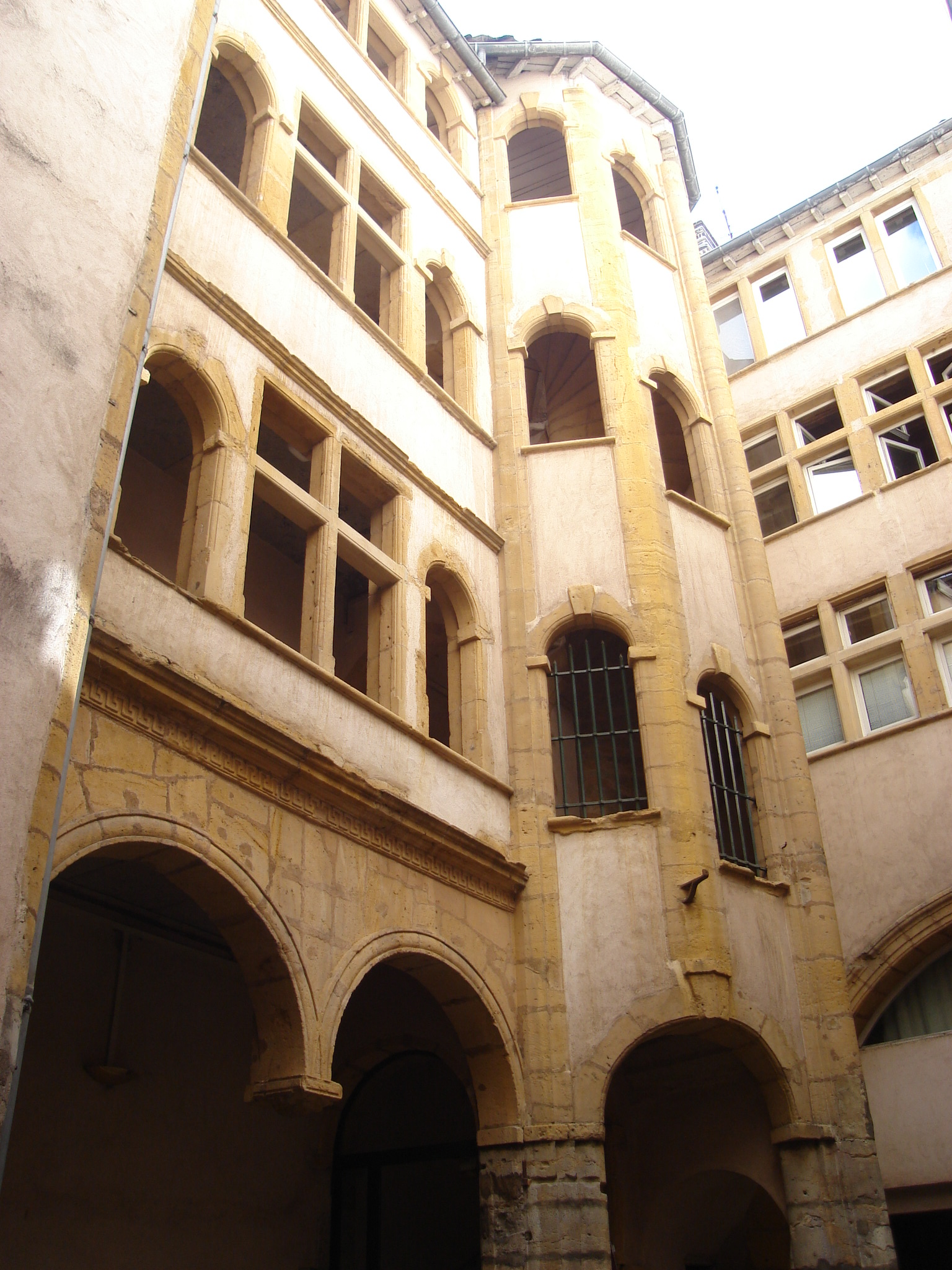
Traboule lionesa.
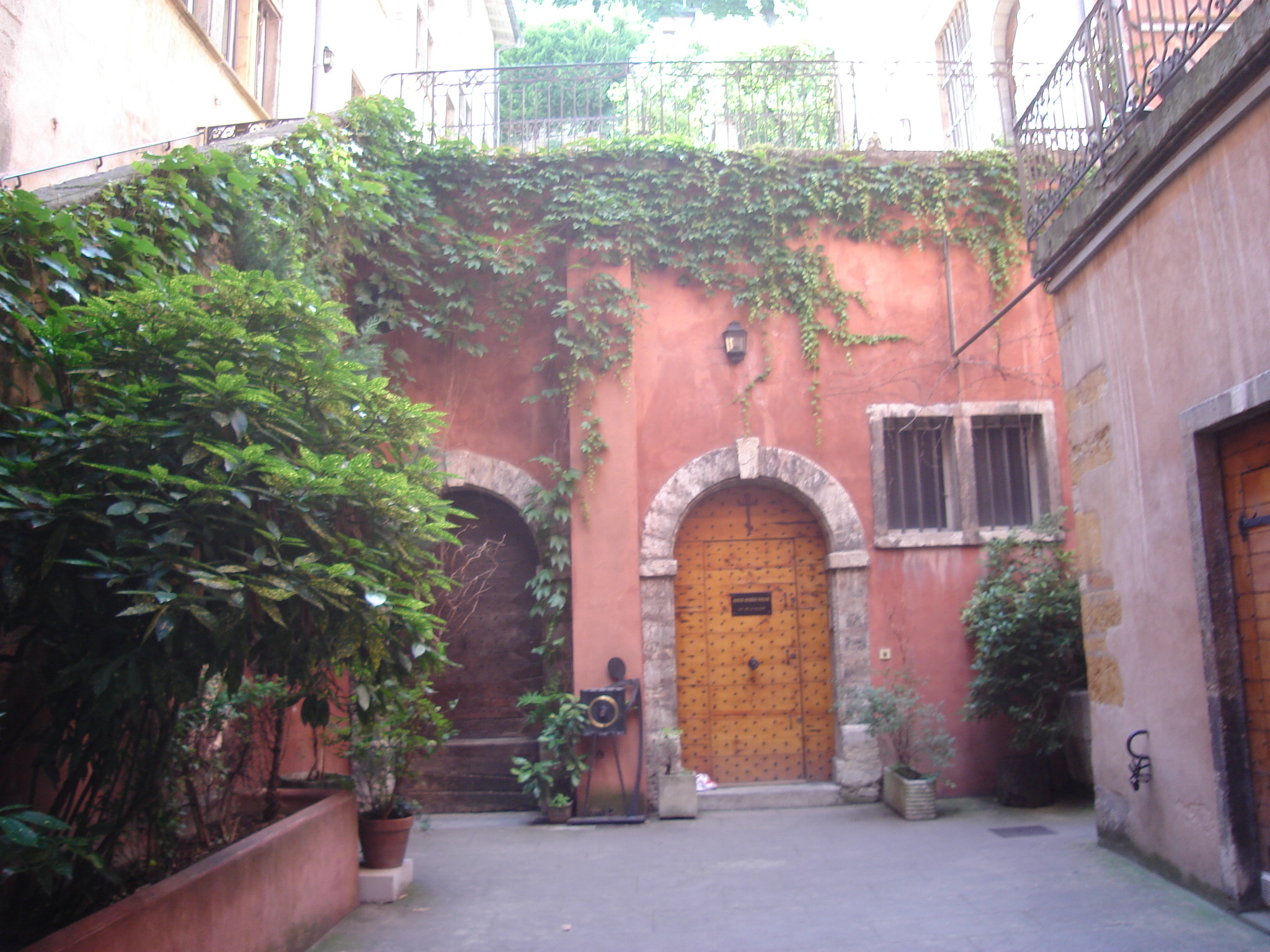
Patio de la Torre Rosa.
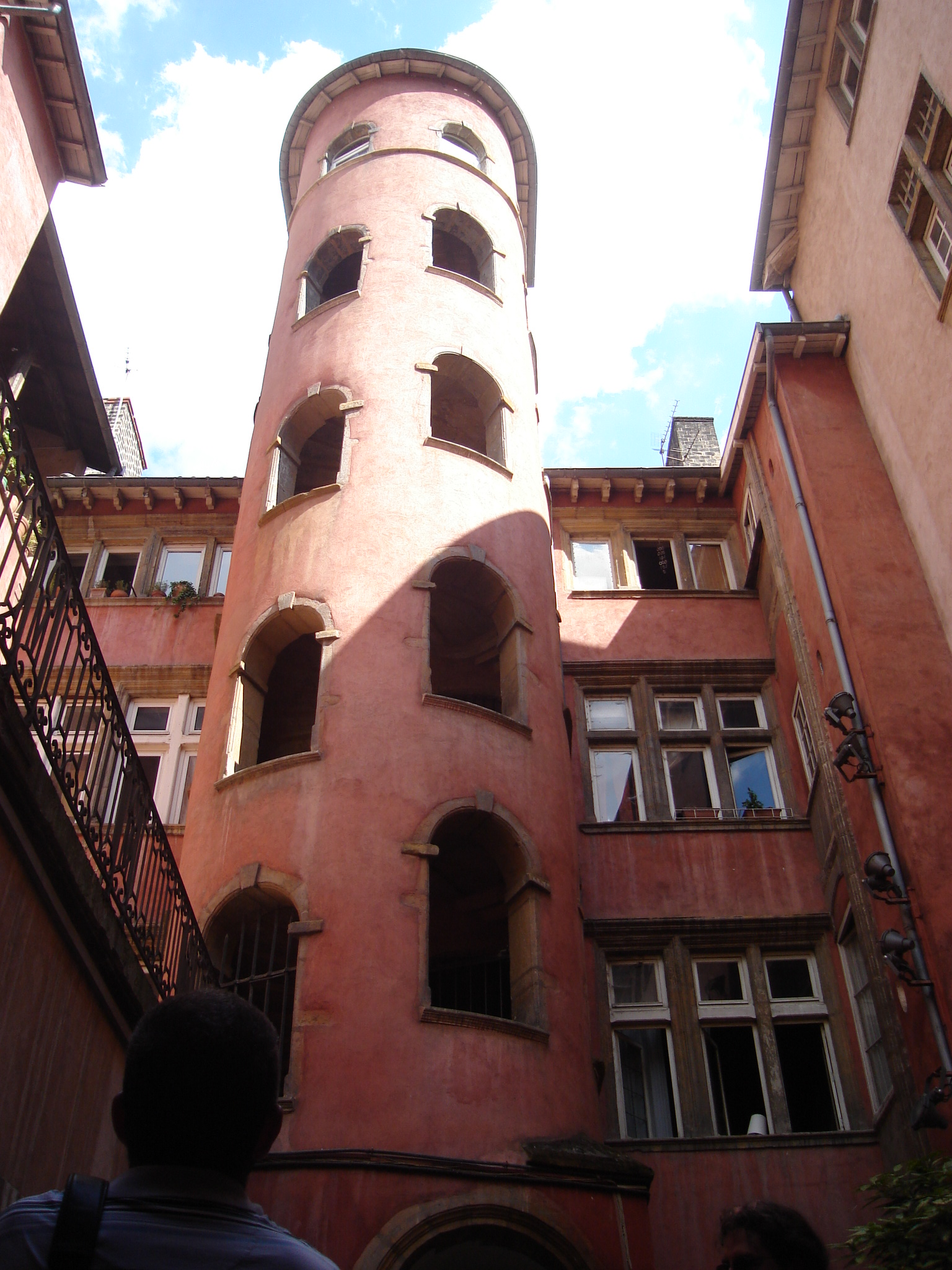
Torre Rosa.
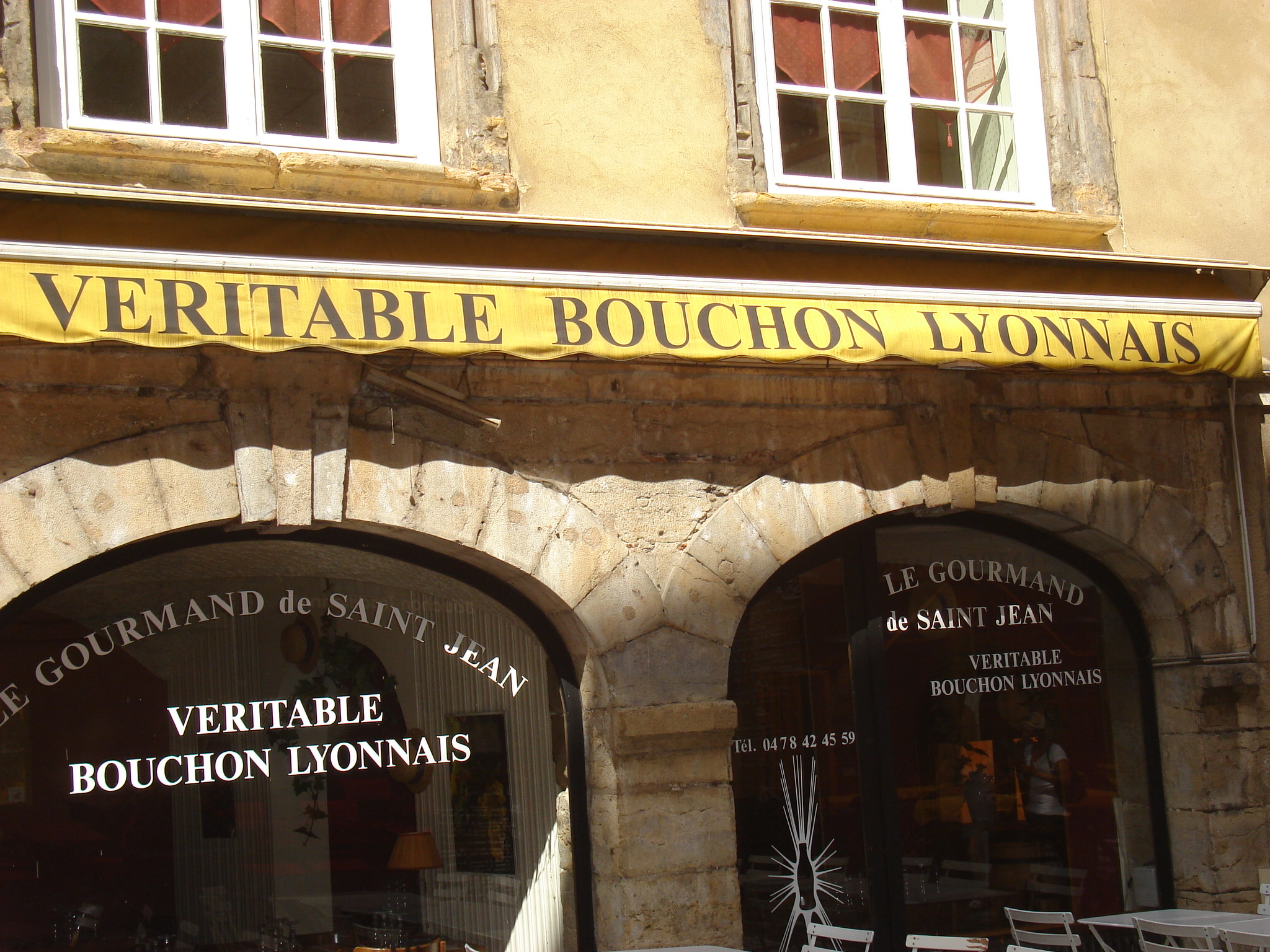
Bouchon lionés.
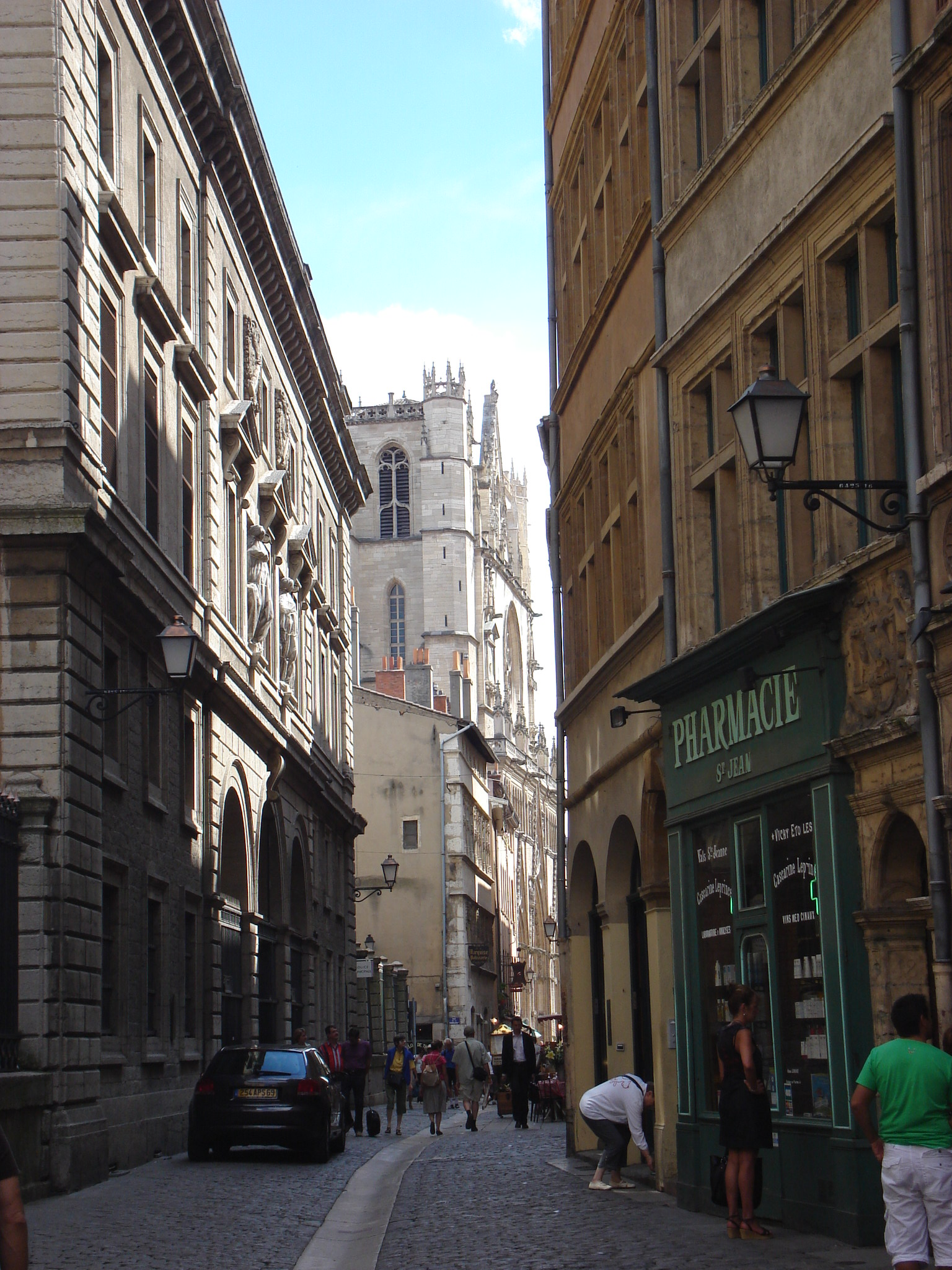
Calle de St. Jean.

### Saint-Paul al norte
El barrio de Saint-Paul (San Pablo en español) es el barrio alrededor de la estación de Saint-Paul y la iglesia del mismo nombre. Esta es la zona de los liceos del casco antiguo de Lyon, especialmente los dos colegios (privados), el de los Maristas y el de los Lazaristas. El puente de la Feuillée lo comunica con el Quai Saint Vincent y les Terreaux.
Este barrio fue escenario de la película de Bertrand Tavernier L'Horloger de Saint-Paul, cuya tienda se encuentra en la Rue Juiverie (Calle de la Judería en español) que toma su nombre de la zona que ocupaban los judíos durante la Edad Media.
Sitios destacables
- Plaza Saint-Paul: Fue construida en 1873, como puerta que conducía al Valle del Azergues al norte de Lyon.
- Iglesia de San Pablo ha sufrido los caprichos del tiempo: Construida en una primera fase en el año 549, fue devastada por los sarracenos y reconstruida en el siglo XII. Se le añadió en 1875-77 una flecha y la portada de estilo neogótico. Tiene una claraboya que se divide en dos cúpulas octogonales en lo alto del edificio. Desde el edificio que se puede observar un panorama general de la Plaza Gerson, plaza bautizada con el nombre de teólogo Jean Gerson enterrado en la iglesia en 1428. En la plaza se encuentra la casa de Mourguet, el creador del guiñol. Esta cuenta con una torre cuadrada en voladizo.

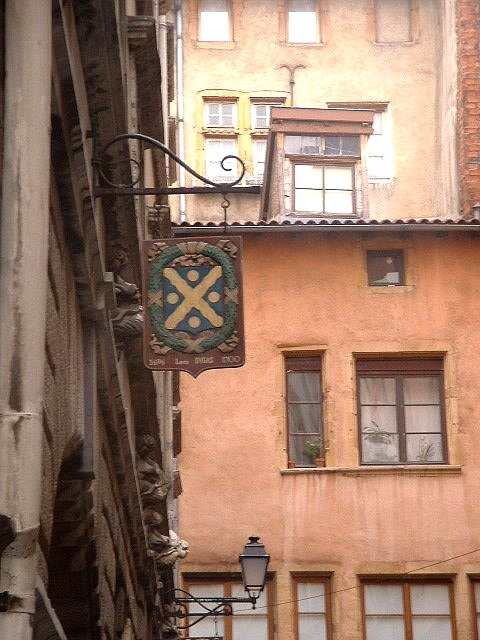
Calle Juiverie.
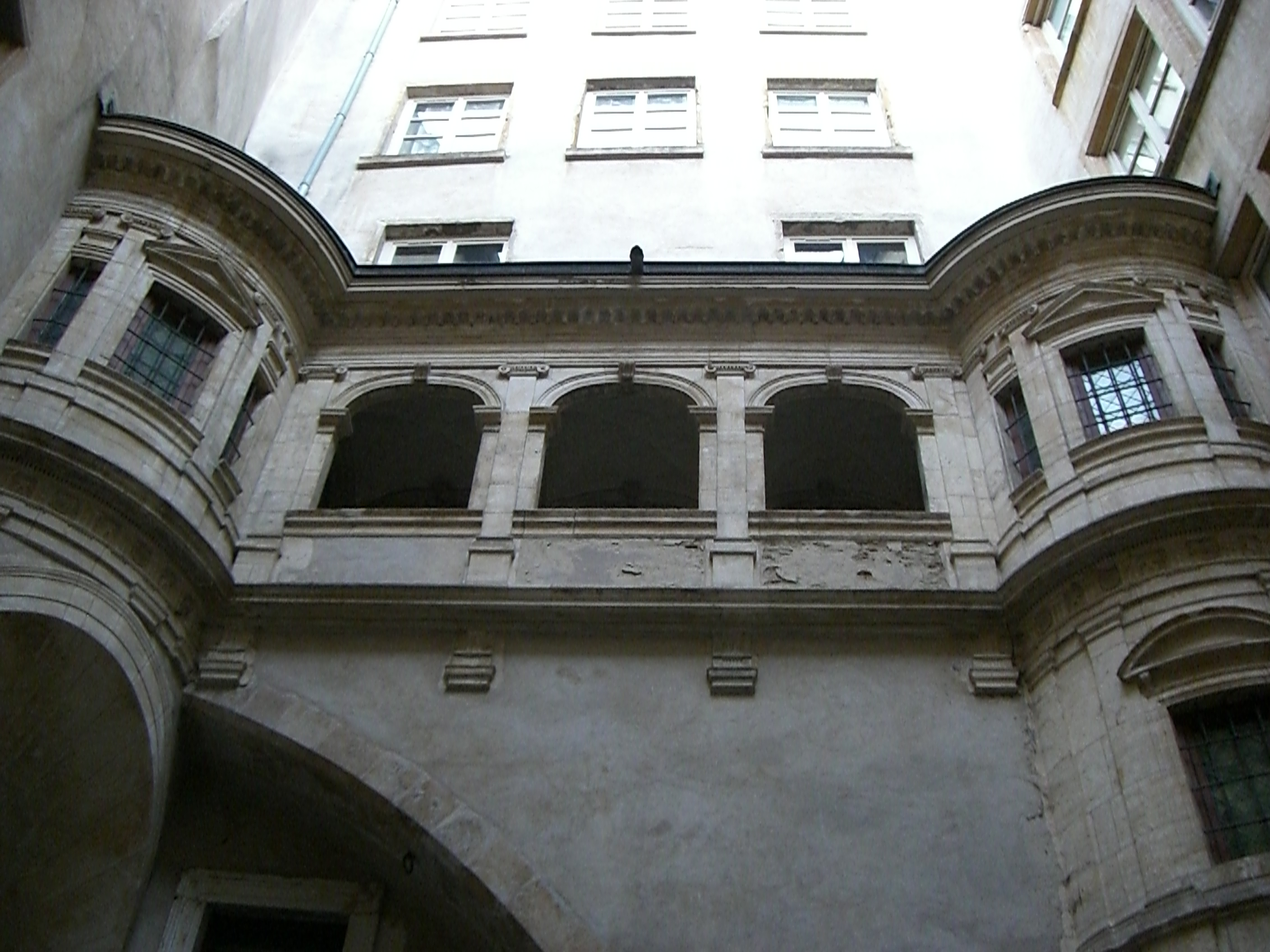
Vista del Hôtel de Bullioud.
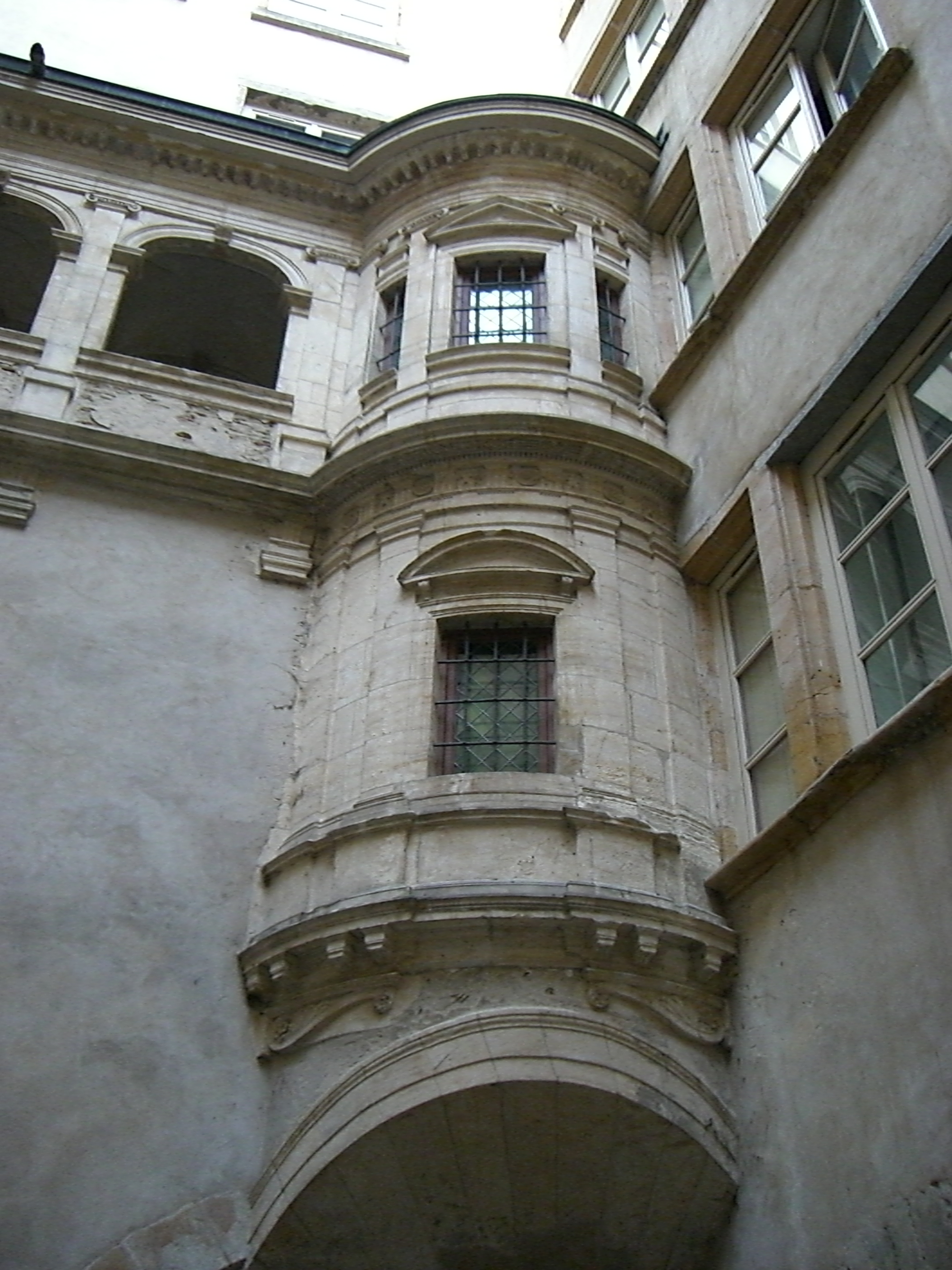
Hôtel de Bullioud.
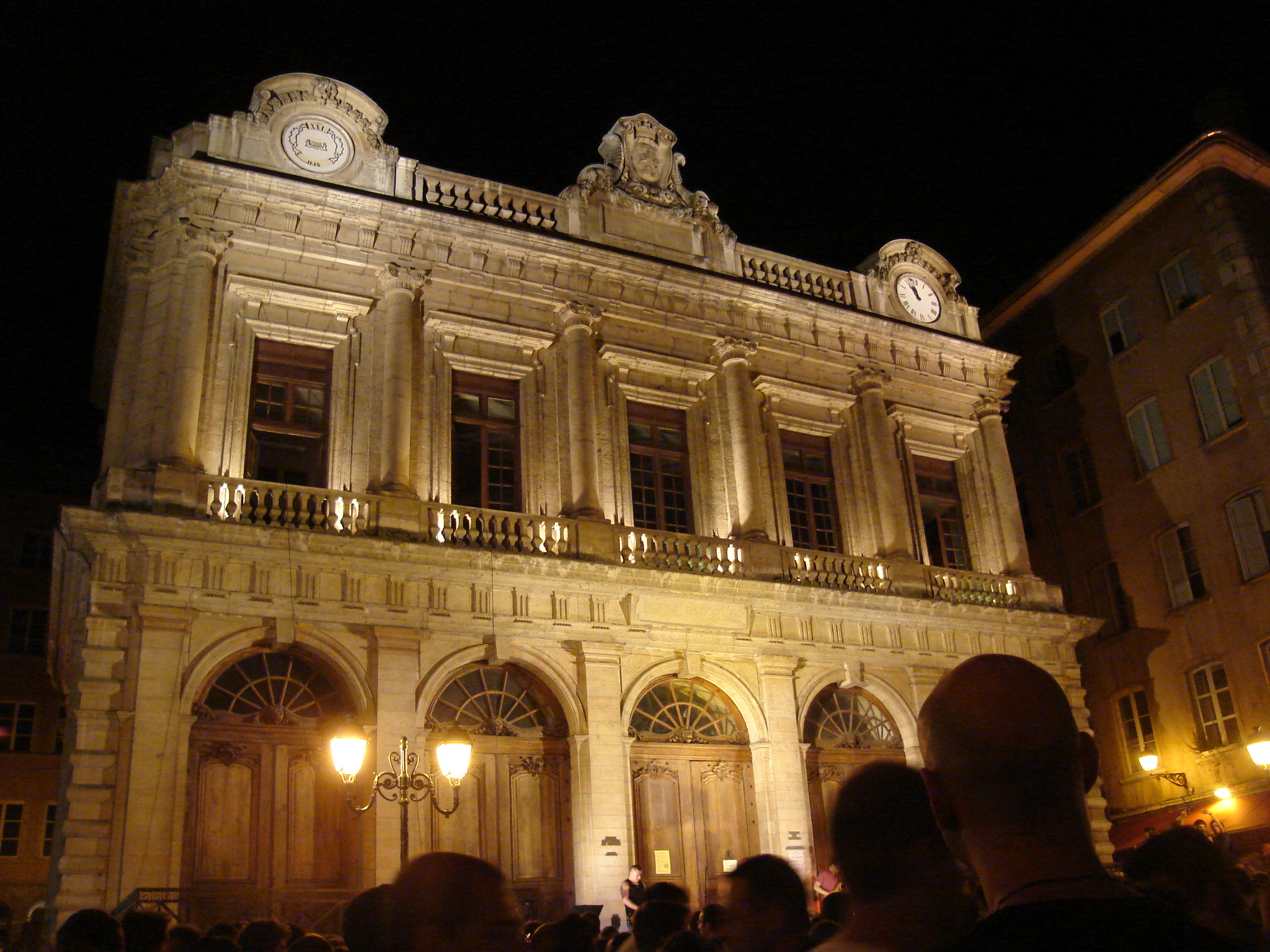
Bolsa de Lyon.
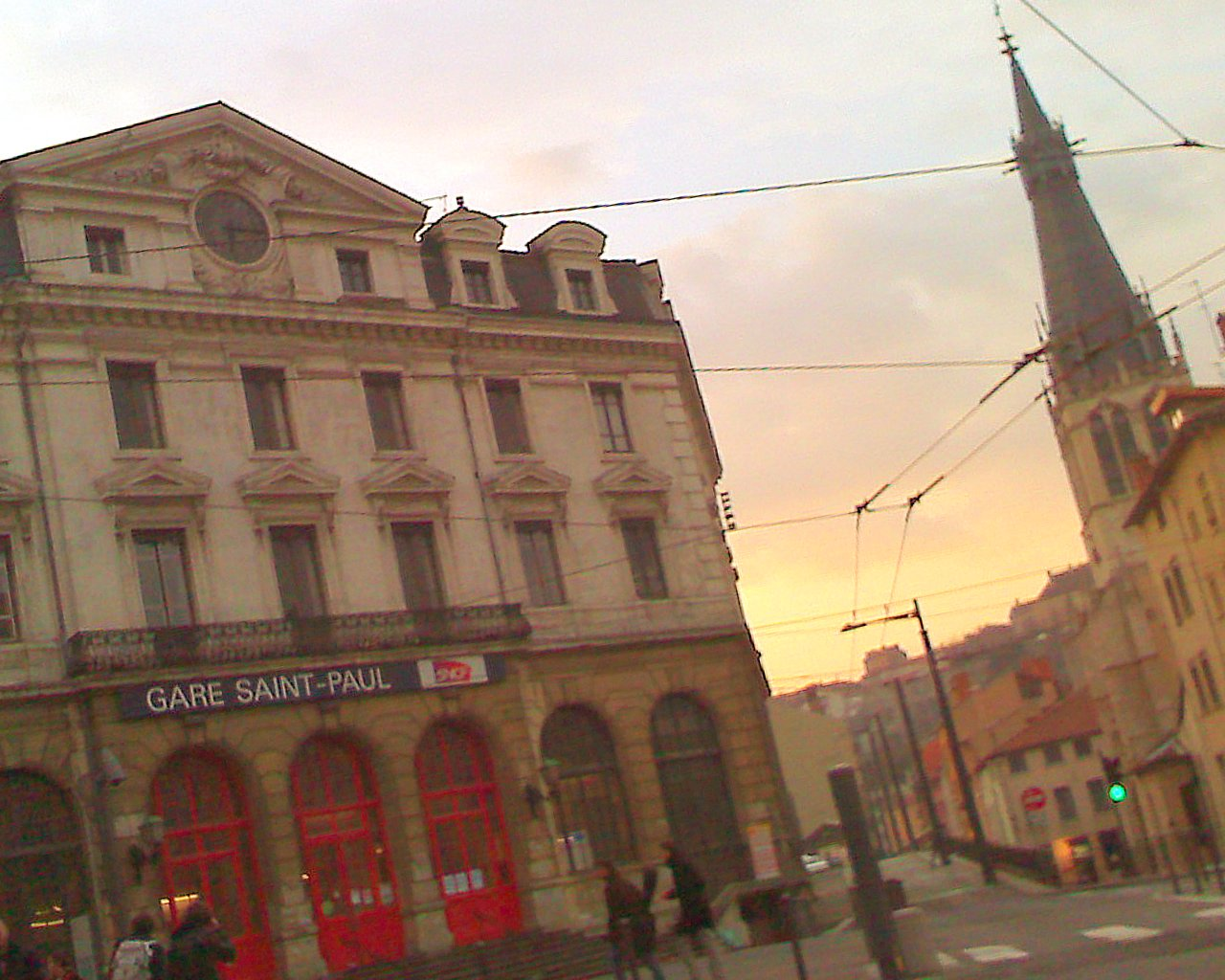
Estación de Saint-Paul e iglesia homónima.

## Arquitectura
El Vieux Lyon fue inscrito en la lista de Patrimonio Cultural de la Humanidad por la Unesco en 1998.
La arquitectura del Vieux Lyon varió con el Renacimiento, debido a los florentinos que llegaron a la corte francesa acompañando a Catalina de Médicis, cuando se casó con el segundo hijo del rey de Francia Francisco I. Con esta una boda real entre Italia y Francia, el Vieux Lyon heredó una arquitectura de patios interiores como la que se encuentran en los palacios de Florencia.
Se observa un verdadero sabor meridional e italiano que se desprende en sus estrechas calles llenas de coloridas fachadas, tiendas de artesanía, bouchons lioneses...
Afortunadamente el Vieux Lyon se escapó de muchos proyectos que tuvieron alteraciones destructivas, sobre todo en siglo XIX, época en la que muchos edificios fueron destruidos, especialmente para la construcción de la estación de Saint-Paul, así como cuando Louis Pradel, apodado "El concreto" (o "Zizi-Concreto"), fue alcalde.

## Preservación: la asociaciónRenaissance du Vieux Lyon
El Vieux Lyon es el primer barrio de Francia en ser objeto de una operación de mejoramiento (Opération programmée d'amélioration de l'habitat u OPAH), financiada por la Agencia Nacional del Medio (Agence nationale de l'habitat o ANAH). El objetivo de esta medida es  restaurar los centros históricos de las grandes ciudades, para la protección de la patrimonio que se encuentran situado en este tipo de barrios.

## Galería de imágenes

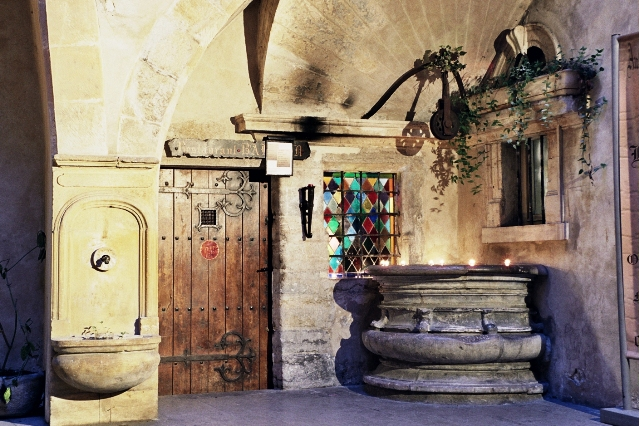
Tribunal Philibert Delorme, calle Juiverie.
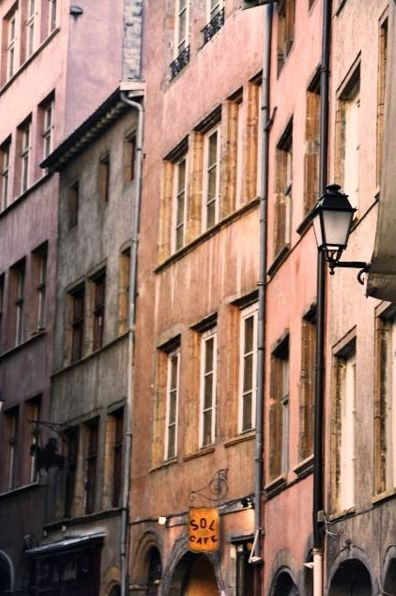
Fachadas de la calle du Bœuf
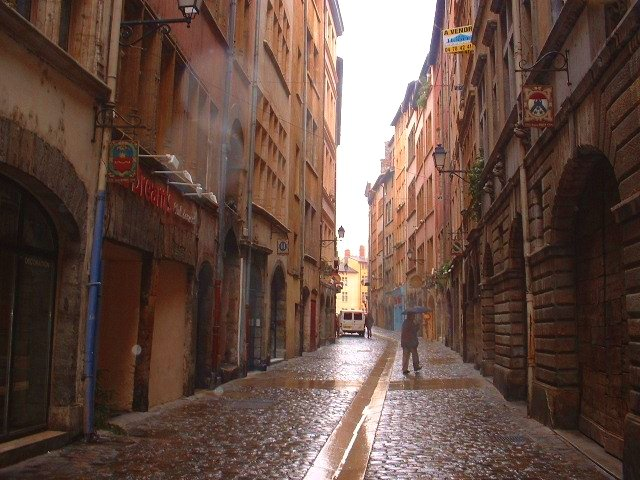
Calle Juiverie.
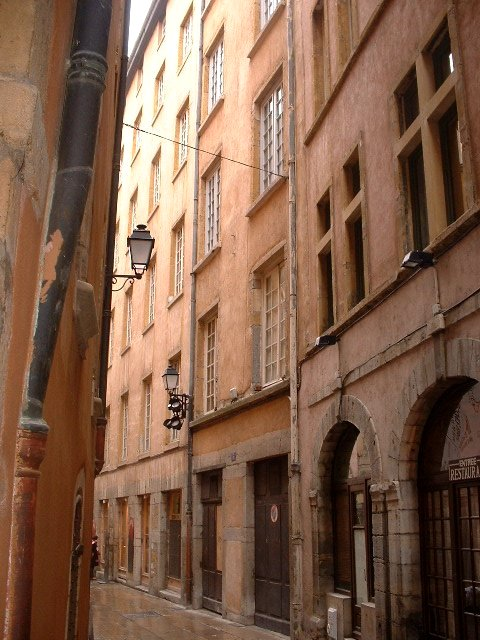
Calle Gadagne, donde se sitúa el Museo Gadagne.
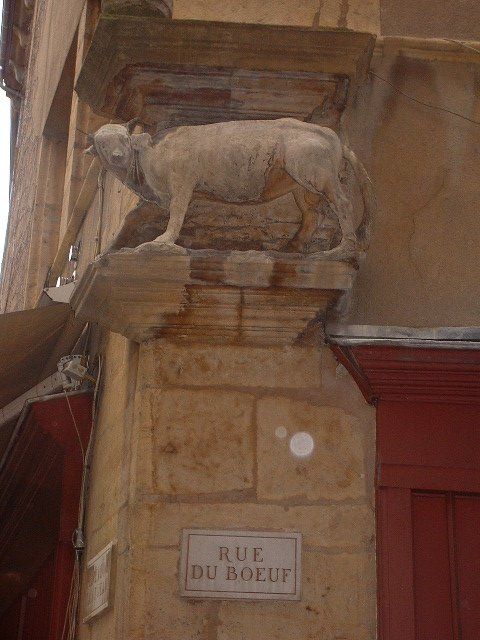
Estatua en la esquina de la calle du Bœuf y la Plaza Nueva de Saint Jean.
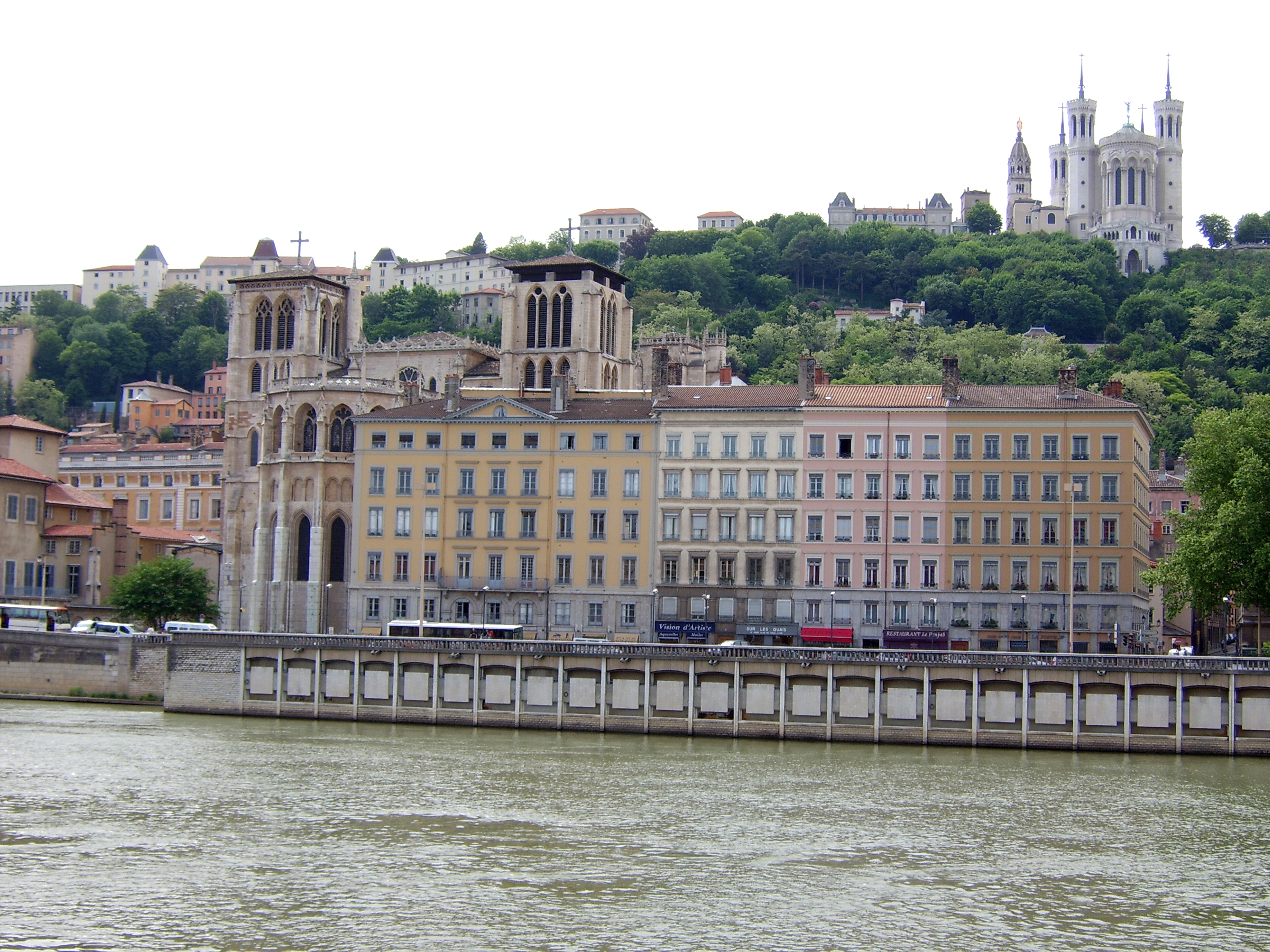
La catedral de Saint-Jean y el Saona, dominada por la colina Fourvière.
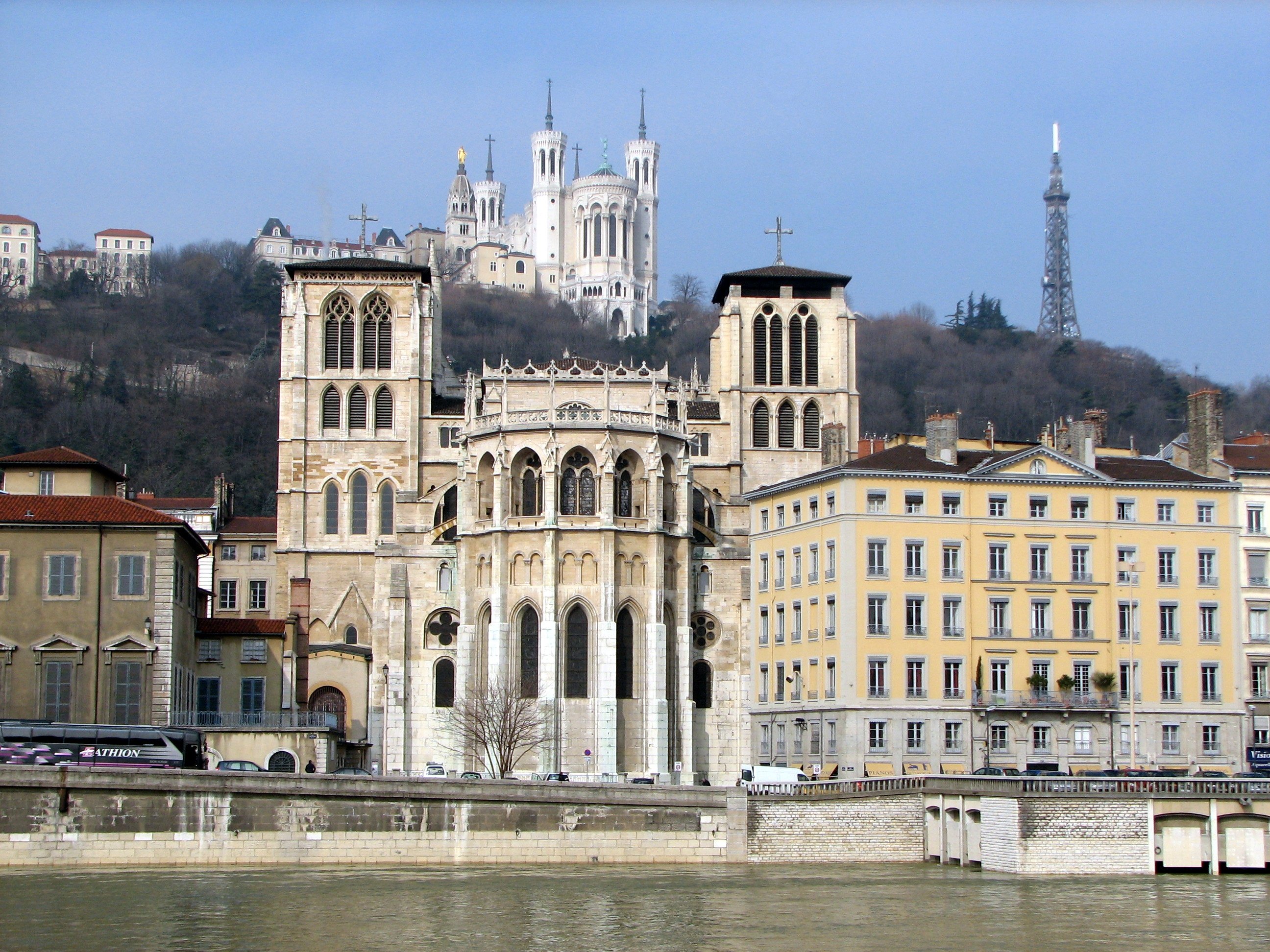
La catedral de Saint-Jean al primer plano y la basílica de Notre-Dame de Fourvière.
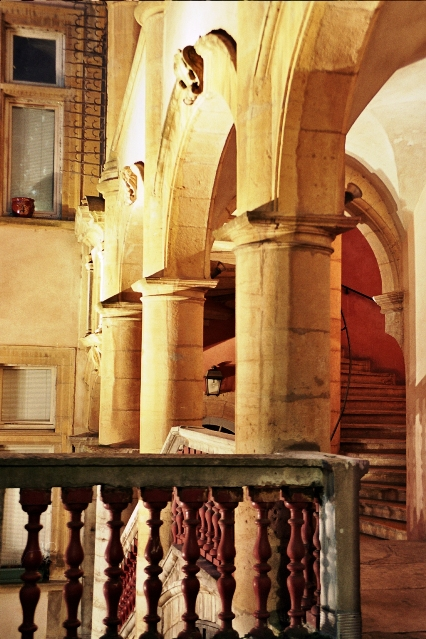
Arcadas en el barrio de Saint Paul.
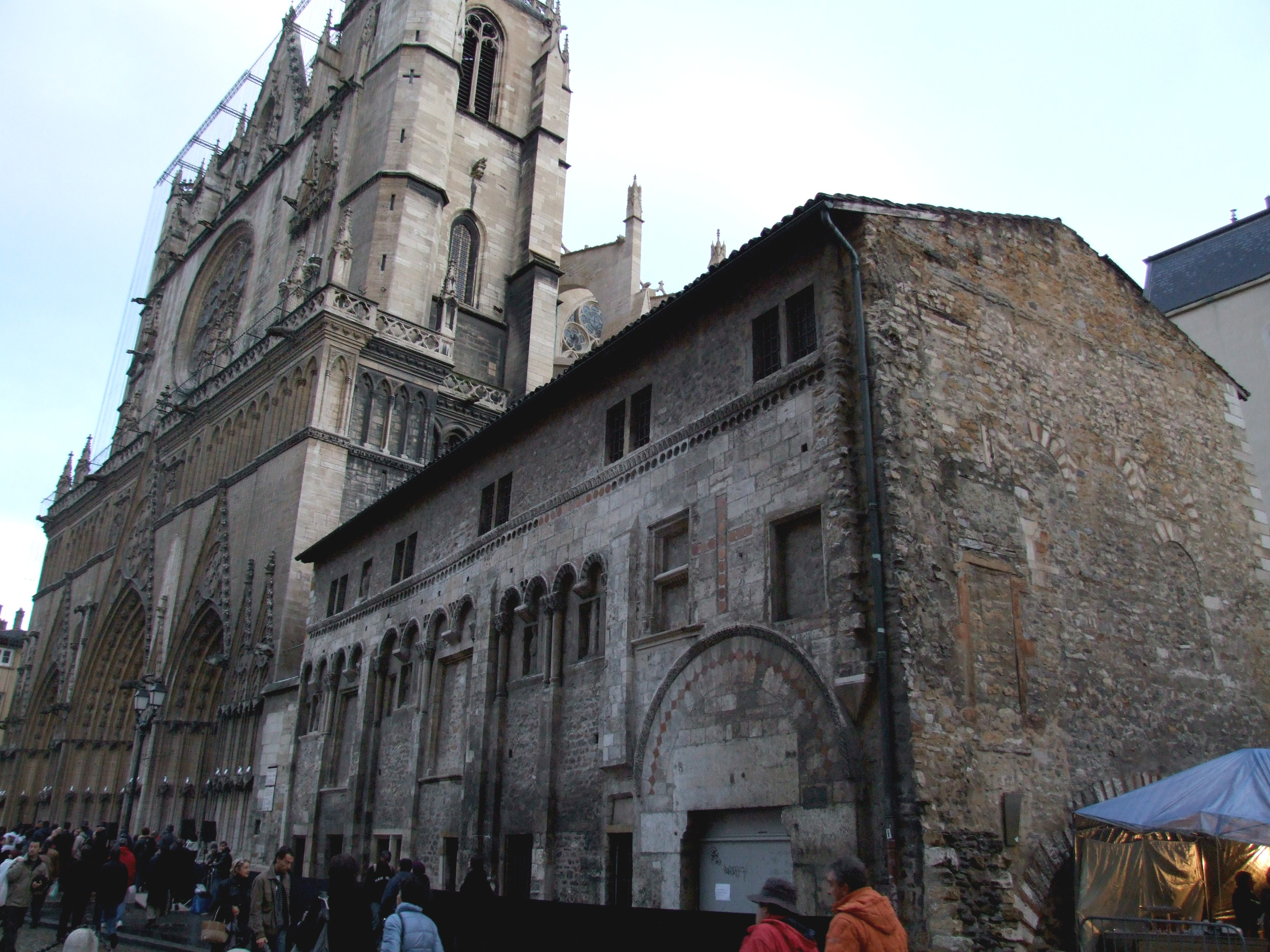
La catedral de Saint-Jean y la escuela del coro (uno de los edificios más antiguos de Lyon).
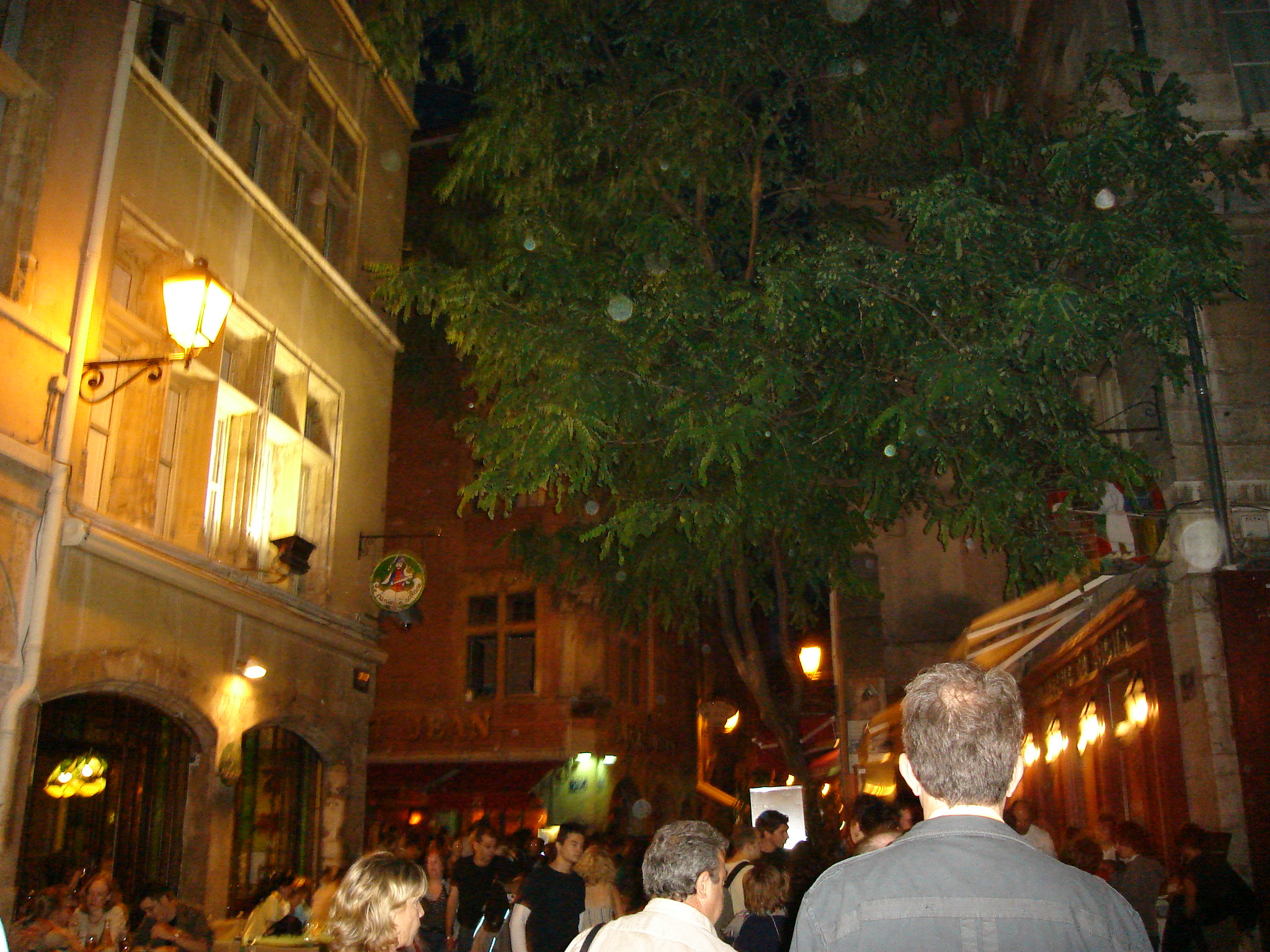
La calle Saint-Jean, arteria principal del Vieux-Lyon.
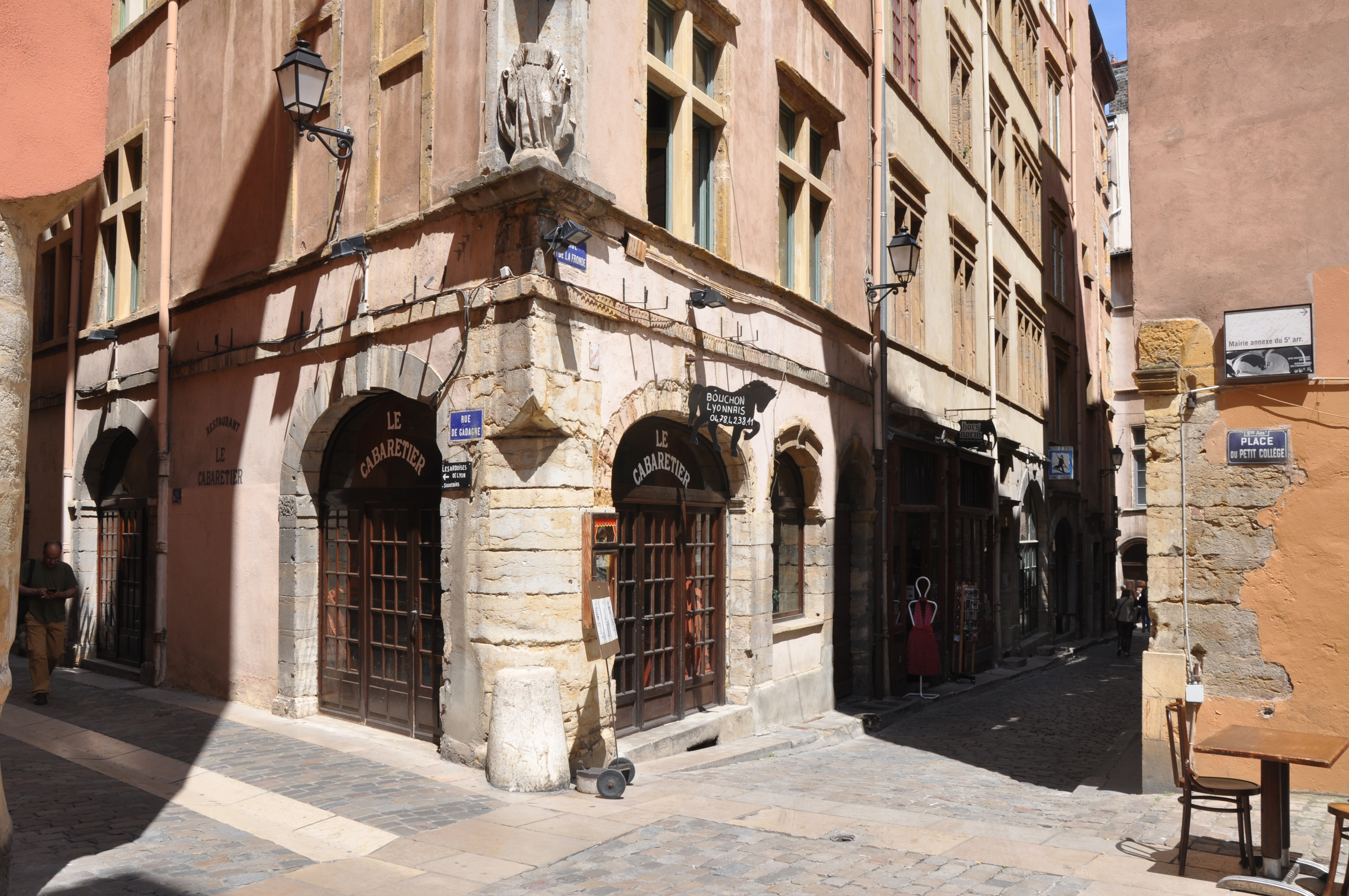
Plaza del Petit Collège, calle Saint-Jean, calle Gadagne